# Danaçalı, Büyükorhan
Danaçalı là một xã thuộc huyện Büyükorhan, tỉnh Bursa, Thổ Nhĩ Kỳ. Dân số thời điểm năm 2011 là 183 người.